# Аділсон да Круз
Аділсон да Круз (порт. Adilson da Cruz, відомий як Неблу (порт. Neblú); нар. 16 грудня 1993, Луанда) — ангольський футболіст, воротар клубу «Примейру де Агошту».
Виступав, зокрема, за клуби «Примейру де Агошту» та «Інтер» (Луанда), а також національну збірну Анголи.

## Клубна кар'єра
У дорослому футболі дебютував 2011 року виступами за команду «АС Арапіракенсе». 
Своєю грою за цю команду привернув увагу представників тренерського штабу клубу «Примейру де Агошту», до складу якого приєднався 2012 року. Відіграв за команду з Луанди наступні чотири сезони своєї ігрової кар'єри.
У 2016 році уклав контракт з клубом «Інтер» (Луанда), у складі якого провів наступні два роки своєї кар'єри гравця. 
До складу клубу «Примейру де Агошту» приєднався 2018 року.

## Виступи за збірну
У 2012 році дебютував в офіційних матчах у складі національної збірної Анголи.
У складі збірної був учасником Кубка африканських націй 2013 року у ПАР.
| Дата       | Місто                    | Господарі                        | Результат | Гості              | Турнір                                  | Голи | Примітки |
| ---------- | ------------------------ | -------------------------------- | --------- | ------------------ | --------------------------------------- | ---- | -------- |
| 29-5-2012  | Ешторіл                  | Ангола                           | 0 – 0     | Північна Македонія | товариський матч                        | -    |          |
| 3-6-2012   | Кабінда                  | Ангола                           | 1 – 1     | Уганда             | Відбір до ЧС 2014                       | -1   |          |
| 28-3-2017  | Баффало-Сіті (Вісконсин) | ПАР                              | 0 – 0     | Ангола             | товариський матч                        | -    | 80'      |
| 24-3-2018  | Ндола                    | Зімбабве                         | 2 – 2     | Ангола             | товариський матч                        | -2   |          |
| 23-3-2023  | Кумасі                   | Гана                             | 1 – 0     | Ангола             | Відбір до Кубка африканських націй 2023 | -1   |          |
| 27-3-2023  | Луанда                   | Ангола                           | 1 – 1     | Гана               | Відбір до Кубка африканських націй 2023 | -1   |          |
| 17-6-2023  | Дуала                    | Центральноафриканська Республіка | 1 – 2     | Ангола             | Відбір до Кубка африканських націй 2023 | -1   |          |
| 7-9-2023   | Лубанго                  | Ангола                           | 0 – 0     | Мадагаскар         | Відбір до Кубка африканських націй 2023 | -    |          |
| 17-10-2023 | Сетубал                  | Ангола                           | 0 – 0     | ДР Конго           | товариський матч                        | -    |          |
| Усього     |                          | Матчів                           | 9         |                    | Голів                                   | -6   |          |